# Perth
Perth ja najnaseljeniji grad i glavni grad australske države Zapadna Australija. Prema procjenama za 2007. grad ima 1.554.769 stanovnika, što ga čini četvrtim gradom po veličini u Australiji.
Grad se nalazi na ušću rijeke Swan u Indijski ocean. 
Grad je osnovao 11. lipnja 1829. James Stirling kao političko središte slobodne naseljeničke kolonije, Swan River Colony. Od tog vremena do danas je grad ostao sjedište vlade Zapadne Australije.

## Povijest
Prvi naseljenici na prostoru današnjeg Pertha su bili australski Aboridžini (narod Noongar) koji su došli oko 40.000 g.p.K. Bavili su se lovom i skupljanjem plodova. Prvi Europljanin koji je došao na obalu Pertha je bio nizozemski pomorac Willem de Vlamingh 1697. godine. Britanski kapetan James Stirling je 1827. istražio prostor ušća rijeke Swan.
Perth je bio prva europska naseobina na zapadnoj obali Australije. Osnovali su ga 1829. engleski kolonisti koji su osnovali koloniju Swan River Colony. Grad je nazvan prema gradu Perthu u Škotskoj koji je bio rodni grad britanskog državnog tajnika za kolonije Georgea Murrayja. Odmah nakon osnutka je došlo do sukoba između Aboridžina i britanskih naseljenika. Kraljica Viktorija je 1856. Perthu dala status grada.
Nakon referenduma održanog 1900. je kolonija Zapadna Australija 1901. postala dio novostvorene Australske Federacije. Zapadna Australija se priključila ostatku Australije tek nakon što je obećana izgradnja željezničke pruge do Pertha. Perth se razvijao kao jedini veći grad na rijetko naseljenom zapadu Australije. Grad se jače razvija nakon otkrića rudnih bogatstava u Zapadnoj Australiji jer postaje glavni industrijski centar za njihovu preradu i izvoz.

## Zemljopis
Perth je smješten na jugozapadnu Australije na ušću rijeke Swan. Rijeka Swan ima na ušću nepravilan oblik estuarija koji je sužen na samom ušću, a prije ušća je proširen, tako da tvori riječno jezero oko kojeg je formiran sam grad Perth. U rijeku Swan se na prostoru grada ulijeva rijeka Canning River. Grad je smješten u pješčanoj obalnoj ravnici Swan Coastal Plain, ali na istočnoj strani u blizini grada počinje gorsko-planinski reljef. Nedaleko je umjetno jezero C.Y. O'Connor Lake na rijeci Helena. Južno od grada postoji više jezera (najveće je jezero Bibra). Na moru ispred grada je otok Rottnest Island.
Perth je jedan od najizoliranijih velikih gradova na svijetu. U njegovoj daljnjoj okolici nema većeg grada. Najbliži je Adelaide udaljen preko 2000 km. Perth je bliži Jakarti i Singapuru nego Sydneyu i Melbourneu. To je posljedica izrazito rijetke naseljenosti Australije općenito, a posebno Zapadne Australije. U Perthu živi 3/4 stanovništva Zapadne Australije (Perth ima 1.602.559 stanovnika, a Zapadna Australija 2.163.200 stanovnika). To je izrazito rijedak i neuobičajen primjer urbane primarnosti u svijetu, posebno ako se uzme u obzir velika površina Zapadne Australije (veća je od Zapadne Europe) koja je izrazito rijetko naseljena (ostatak Zapadne Australije osim Pertha ima 560 000 stanovnika i spada među najrjeđe naseljene dijelove svijeta sa samo 0,2 stanovnika po kvadradnom kilometru).
Prostor Pertha ima umjerenu klimu, dok u Zapadnoj Australiji prevladava pustinjska (to je glavni razlog velike naseljenosti grada). Klima je najsličnija sredozemnoj (više kiše zimi, ljeti se javlja suša). Godišnje razlike temperature nisu velike. Ljeti često noću puše osvježavajući vjetar s mora.

## Znamenitosti
U središtu grada je sklop zgrada nazvan Perthski centar kulture s mnogo muzeja, galerija i knjižnica. Zanimljiv je Pomorski muzej u Fremantleu izgrađen u modernom stilu. Moderna građevina Burswood Entertainment Complex je centar zabave s restoranima, barovima i kockarnicama. Najstarija zgrada u gradu je Okrugla kuća (Round House) sagrađena 1830. godine. Grad ima mnogo parkova od kojih je najznačajniji Kings Park. Poznata je gradska plaža. Značajna je anglikanska katedrala sv. Jurja. Glavna ulica se zov St. George's Terrace i vodi kroz poslovni centar s mnogim neboderima.

## Stanovništvo
U Perth su dolazili doseljenici iz raznih europskih naroda, tako da ima šaroliku etničku strukturu. Najviše ima doseljenika iz Engleske, Škotske, Irske i Italije. Ima i mnogo Hrvata. Perth se smatra jednim od najvećih centara iseljene Hrvatske.

## Vanjske poveznice
- Službena stranica  Arhivirana inačica izvorne stranice od 5. siječnja 2008. (Wayback Machine) (engl.)